# Bromelia grandiflora
Bromelia grandiflora är en gräsväxtart som beskrevs av Carl Christian Mez. Bromelia grandiflora ingår i släktet Bromelia och familjen Bromeliaceae. Inga underarter finns listade i Catalogue of Life.